# SU Tauri
SU Tauri är en eruptiv variabel av RCB-typ (RCB) i stjärnbilden Oxen. 
Stjärnan har magnitud +9,1 och når i förmörkelsefasen ner till +18,0.  Variabeln upptäcktes 1908 av den amerikanska astronomen Annie Jump Cannon.